# Romeo Bosetti
Romeo Bosetti (18 de enero de 1879-27 de octubre de 1948) fue un actor, director, guionista y productor cinematográfico francés de origen italiano.

## Biografía
Su nombre completo era Romolus Joseph Bosetti, y nació en Chiari, Italia. Hijo de los artistas circenses Giovanni y Filomena Baresi, a los diez años empezó a actuar en el circo de sus padres. Tenía un hermano que murió a los cinco años, y una hermana, Henriette, que fue bailarina antes de morir trágicamente tras saltar de una ventana para huir de un incendio.
A causa de los continuos viajes de sus padres, Bosetti no pudo asistir a la escuela, pero aprendió francés por su cuenta gracias a que su circo solía visitar países francófonos. 
Acróbata, especialista y artista de music hall, debutó antes las cámaras en 1906 en el corto de Pathé La course à la perruque, en el que actuaba André Deed. Posteriormente pasó a Gaumont Film Company, estudio para el que actuó, dirigió y escribió guiones de la serie cómica Roméo, rodada entre 1908 y 1914. Con la misma compañía fue productor de tres filmes de la serie Fantômas, dirigidos por Louis Feuillade. 
Bosetti lanzó otros personajes cómicos y los dirigió personalmente en más de 250 cintas rodadas hasta 1916. El primero fue Calino, interpretado por Clément Mégé, al que siguieron Bigorno (René Lantini), Caroline (Ellen Lowe), Casimir (Lucien Bataille), Little Moritz (Maurice Schwartz), Patouillard (Paul Bertho) y Rosalie (Sarah Duhamel).
Obligado a abandonar el negocio del cine durante la Primera Guerra Mundial, participó en el conflicto, resultando herido en el mismo. Con la crisis cinematográfica manifestada en ese período, Bosetti, tras volver del frente no reinició su actividad artística.
Romeo Bosetti falleció en 1948 en Suresnes, Francia.

## Filmografía

### Director
| - 1906 : La Talonnette à ressorts - 1906 : Le Pochard amoureux - 1906 : Le Matelas épileptique - 1906 : La Journée d'un non-gréviste - 1906 : L'Homme de peine et la fille de joie - 1906 : Le Fantassin Guignard - 1906 : Les Facteurs confédérés - 1906 : Les Expressions photographiques - 1906 : La Ceinture électrique - 1907 : Vive le sabotage - 1907 : Un facteur trop ferré - 1907 : Le Train de 10h40 - 1907 : Le Tic - 1907 : Le Rêve du petit meunier - 1907 : Madame aime les moustaches - 1907 : Le Lit baladeur - 1907 : L'Échelle - 1908 : Roméo pris au piège - 1908 : Roméo et le cheval de fiacre - 1908 : Roméo déménageur - 1908 : Roméo d'Artagnan - 1908 : Roméo cow-boy - 1908 : Roméo concierge - 1908 : Roméo cherche une âme-sœur - 1908 : Roméo chasseur de fauves - 1908 : Roméo amoureux - 1908 : Roméo a mangé du lion - 1908 : Roméo agent de change - 1908 : Le Jour de la purge - 1908 : La Grève des apaches - 1908 : Le Cul-de-jatte emballé - 1908 : Une dame vraiment bien - 1908 : Calino a mangé du cheval - 1909 : La Voisine du mélomane - 1909 : Roméo se fait bandit - 1909 : Les Patouillard chez le photographe - 1909 : La Famille emballée - 1909 : Être et paraître - 1909 : Le Duel de Calino - 1909 : Calino passager de marque - 1909 : Calino ne veut plus travailler - 1909 : Calino ne veut pas se laisser empiler - 1909 : Calino fait du sport - 1909 : Calino chez les indiens - 1909 : Calino bureaucrate - 1909 : Calino aux bains de mer - 1909 : Calino au théâtre - 1909 : Calino a peur du feu - 1909 : Calino agent - 1909 : Beaucoup de bruit pour rien - 1909 : L'Agent emballé - 1909 : L'Agent a le bras long - 1910 : Le Potache amoureux - 1910 : Patouillard amoureux - 1910 : Le Marchand de chaussures électriques - 1910 : Léontine en vacances - 1910 : L'Invention du tailleur - 1910 : Les Fromages emballés - 1910 : Calino voyage - 1910 : Calino veut se suicider - 1910 : Calino travaille - 1910 : Calino toréador - 1910 : Calino suit son régime - 1910 : Calino se marie - 1910 : Calino réveillonne - 1910 : Calino joue au billard - 1910 : Calino figurant - 1910 : Calino fait sa demande en mariage - 1910 : Calino facteur - 1910 : Calino chapelier - 1910 : Calino emménage - 1910 : Calino déménage - 1910 : Calino avocat - 1910 : Calino arroseur public - 1910 : Calino à la pêche - 1910 : Calino à la chasse - 1910 : Calino a du monde à dîner - 1910 : Calino et son nouveau chien - 1911 : Un récit héroïque - 1911 : Un ravalement précipité - 1911 : Une ruse de Patouillard - 1911 : Un bain très chaud - 1911 : Le Torchon brûle ou Une querelle de ménage - 1911 : La Terrible aventure de Patouillard - 1911 : Rosalie veut maigrir - 1911 : Rosalie veut en finir avec la vie - 1911 : Rosalie n'a pas le choléra - 1911 : Rosalie gagne le gros lot - 1911 : Rosalie fait du sabotage - 1911 : Rosalie et son phonographe - 1911 : Rosalie et ses meubles fidèles - 1911 : Rosalie et Léontine vont au théâtre - 1911 : Rosalie est jalouse - 1911 : Rosalie en ménage - 1911 : Rosalie détective - 1911 : Rosalie déménage - 1911 : Rosalie a trouvé du travail - 1911 : Rosalie a la vie dure - 1911 : Rosalie a la maladie du sommeil - 1911 : La Première cerise - 1911 : Patouillard visite une prison - 1911 : Patouillard vétérinaire - 1911 : Patouillard toréador - 1911 : Patouillard représentant en mâts de Cocagne - 1911 : Patouillard prend des vues cinématographiques - 1911 : Patouillard perd son oncle - 1911 : Patouillard paie ses dettes - 1911 : Patouillard ordonnance par amour - 1911 : Patouillard n'aime pas l'eau - 1911 : Patouillard garde-chasse - 1911 : Patouillard fantôme | - 1911 : Patouillard fait son pain - 1911 : Patouillard fait du triporteur - 1911 : Patouillard fait du Sandow - 1911 : Patouillard fait de l'équitation - 1911 : Patouillard et son ami - 1911 : Patouillard et sa vache - 1911 : Patouillard et l'ours policier - 1911 : Patouillard entraîneur et jockey - 1911 : Patouillard empereur du Sahara - 1911 : Patouillard égare sa belle-mère - 1911 : Patouillard déménage - 1911 : Patouillard défendu par sa femme - 1911 : Patouillard crieur de journaux - 1911 : Patouillard commissaire - 1911 : Patouillard colleur d'affiches - 1911 : Patouillard bonne d'enfants - 1911 : Patouillard blanchisseur - 1911 : Patouillard apprend à nager - 1911 : Patouillard a peur des bombes - 1911 : Patouillard a mangé du homard - 1911 : Patouillard agent cycliste - 1911 : La Nuit de noces de Rosalie - 1911 : Mordus par un singe - 1911 : La Mitrailleuse - 1911 : Little Moritz se fait les muscles - 1911 : Little Moritz fait une course pressée - 1911 : Little Moritz est un musicien consciencieux - 1911 : Little Moritz épouse Rosalie - 1911 : Le Jour de l'an de Rosalie - 1911 : Le Jardin de Patouillard - 1911 : Gavroche mauvais commissaire - 1911 : La Fleur enchantée - 1911 : Fidèle jusqu'à la mort - 1911 : Le Drapeau de la compagnie - 1911 : Domestiques bon teint - 1911 : Corrida mouvementée - 1911 : Comment Patouillard paie son terme - 1911 : Le Cambriolé récalcitrant - 1911 : Calino pompier - 1911 : Calino gendarme - 1911 : Calino déjeune en ville - 1911 : Calino couche à la belle-étoile - 1911 : Calino a mangé du chat - 1911 : Les Brocs de Patouillard - 1911 : La Bouteille de Patouillard - 1911 : Les Bottes de Calino - 1911 : L'Auto de Patouillard - 1911 : Ah! Quel plaisir d'avoir un chien! - 1911 : Little Moritz demande Rosalie en mariage - 1912 : Le Tub de Patouillard - 1912 : Le Sosie de Patouillard - 1912 : Le Sortilège de Patouillard - 1912 : Rosalie veut engraisser - 1912 : Rosalie vend son silence - 1912 : Rosalie fait du spiritisme - 1912 : Rosalie danseuse - 1912 : Le Rendez-vous de Gavroche - 1912 : Pour fêter Rosalie - 1912 : La Poule enragée - 1912 : Pétronille gagne le grand steeple - 1912 : Patouillard retombe en enfance - 1912 : Patouillard promène sa famille - 1912 : Patouillard loup de mer - 1912 : Patouillard et le pensionnat - 1912 : Patouillard et la pièce de vin - 1912 : Patouillard et la Camorra - 1912 : Patouillard embêté par Jacobus - 1912 : Patouillard cherche sa vocation - 1912 : Patouillard champion - 1912 : Patouillard bandit - 1912 : Patouillard au téléphone - 1912 : Patouillard a une femme qui veut suivre la mode - 1912 : Patouillard a une femme jalouse - 1912 : Patouillard a une dent creuse - 1912 : Patouillard a des douleurs - 1912 : Moustache est un simulateur - 1912 : Le Mouchoir de Bigorno - 1912 : Je ne veux plus de cuisinière - 1912 : Gavroche veut distraire sa sœur - 1912 : Gavroche souffre de l'estomac - 1912 : Gavroche rêve de grandes chasses - 1912 : Gavroche peintre célèbre - 1912 : Gavroche livreur de canots - 1912 : Gavroche forte tête - 1912 : Gavroche et son fils - 1912 : Gavroche et son concierge - 1912 : Gavroche et son chien - 1912 : Gavroche et sa belle-mère - 1912 : Gavroche et les bonbons - 1912 : Gavroche est las de la vie - 1912 : Gavroche au théâtre - 1912 : Gavroche amoureux d'une artiste - 1912 : Gavroche à la fête - 1912 : Les Débuts amoureux de Gavroche - 1912 : Les Cochons d'Inde de Bigorneau - 1912 : Le Circuit de Gavroche - 1912 : C'est la faute à Rosalie - 1912 : Casimir garçon laitier - 1912 : Le Bouquet de Patouillard - 1912 : La Boniche de Roméo - 1912 : Bigorno porte en ville - 1912 : Bigorno fait son café - 1912 : Les Araignées de Rosalie - 1912 : Léontine garde la maison - 1912 : Bigorneau surveille Madame - 1912 : Gavroche veut faire un riche mariage - 1912 : Bigorno soigne son rhume - 1912 : Bigorneau invente le chapeau-valise - 1913 : La Villa gondolée - 1913 : Un chien tenace | - 1913 : Le Trésor de Gavroche - 1913 : Le Tic de Casimir - 1913 : La Tâche de Casimir - 1913 : Le Singe de Pétronille - 1913 : La Sérénade de Gavroche - 1913 : Roméo n'aime pas le partage - 1913 : Roméo dans ses meubles - 1913 : Roméo chasse le papillon - 1913 : Roméo champion de tir à genou - 1913 : Roméo artiste peintre - 1913 : Roméo agent malgré lui - 1913 : La Course au million - 1913 : Pour embêter Casimir - 1913 : Le Porte-monnaie de Gavroche - 1913 : Pétronille cherche une situation - 1913 : Pétronille à la caserne - 1913 : L'Obsession de Gavroche - 1913 : La Moustache de Roméo - 1913 : La Godasse de Bigorno - 1913 : Gavroche vend des parapluies - 1913 : Gavroche sculpteur pour rire - 1913 : Gavroche savetier - 1913 : Gavroche remplace le ministre - 1913 : Gavroche place ses économies - 1913 : Gavroche meurt d'inanition - 1913 : Gavroche et Pétronille visitent Londres - 1913 : Gavroche et Pétronille visitent Berlin - 1913 : Gavroche au pensionnat de Pétronille - 1913 : Gavroche et l'ours cherchent une place - 1913 : Gavroche et les esprits - 1913 : Gavroche et le pulsocom - 1913 : Gavroche et le fils phénomène - 1913 : Gavroche et la valse obsédante - 1913 : Gavroche et la fatma - 1913 : Gavroche et Casimir s'entraînent - 1913 : Gavroche épouse une bossue - 1913 : Gavroche curieux - 1913 : Gavroche champion - 1913 : Gavroche, Casimir et l'alcool - 1913 : Le Flair de Casimir - 1913 : Casimir sauvé par Gavroche - 1913 : Casimir hercule - 1913 : Casimir gentleman-pickpocket - 1913 : Casimir et Pétronille font un héritage - 1913 : Casimir et Pétronille font bon ménage - 1913 : Casimir et l'ours pompier - 1913 : Casimir et les lions - 1913 : Casimir et la femme collante - 1913 : Casimir est sans pitié - 1913 : Casimir au harem - 1913 : Le Cadavre ambulant - 1913 : Affaire d'honneur - 1913 : Bigorno garde-malade - 1913 : Un drame passionnel - 1913 : Bigorno et la séquestrée - 1913 : Bigorno offre une chasse à courre - 1914 : La Vengeance de Casimir - 1914 : Un neveu qui descend du ciel - 1914 : Une soirée bien employée - 1914 : Une maison tranquille - 1914 : Une chute grave - 1914 : Un chien de prix - 1914 : La Ruse du montagnard - 1914 : La Ruse de Pétronille - 1914 : Roméo vend son chien - 1914 : Roméo se paie le cinéma - 1914 : Ressemelage à vapeur - 1914 : La Pièce montée - 1914 : Pétronille suffragette - 1914 : Pétronille porteuse de pain - 1914 : Pétronille gagne le grand prix - 1914 : On dirait ma femme - 1914 : Il ne faut pas courir deux lièvres à la fois - 1914 : L'Idiot qui se croit Max - 1914 : Le Gendarme est dans ses bottes - 1914 : Gavroche délivre son frère - 1914 : Gavroche cul-de-jatte - 1914 : Les Farces de Titi - 1914 : Les Expériences de Roméo - 1914 : L'Enlèvement de Boireau - 1914 : Le Désespoir de Pétronille - 1914 : C'est la fête à Marie - 1914 : Casimir, Pétronille et l'entente cordiale - 1914 : Casimir mobilisé - 1914 : Casimir maître de danse - 1914 : Casimir fait de l'entraînement - 1914 : Casimir et Pétronille n'ont pas vu les souverains - 1914 : Casimir tangue - 1914 : Casimir et l'escargot à fourrure - 1914 : Casimir et la dame enragée - 1914 : Casimir en a plein le dos - 1914 : Casimir et les apothicaires - 1914 : Caroline fait une course pressée - 1914 : Caroline demoiselle d'honneur - 1914 : Bigorno et le bon sirop - 1914 : Bigorno et Gaëtan font une bonne fortune - 1914 : Bigorno a gagné cent sous - 1914 : À qui le pantalon? - 1914 : Le Parapluie de Bigorno - 1915 : Moulinett' School - 1915 : Casimir en permission de six jours - 1916 : Patouillard et Lulu - 1916 : Casimir victime des nègres - 1916 : Casimir et Pétronille au bal de l'ambassade |

### Actor
| - 1908 : Roméo pris au piège - 1908 : Roméo et le cheval de fiacre - 1908 : Roméo déménageur - 1908 : Roméo d'Artagnan - 1908 : Roméo cow-boy - 1908 : Roméo concierge - 1908 : Roméo cherche une âme-sœur - 1908 : Roméo chasseur de fauves - 1908 : Roméo amoureux - 1908 : Roméo a mangé du lion | - 1908 : Roméo agent de change - 1909 : Roméo se fait bandit - 1912 : La Boniche de Roméo - 1913 : La Villa gondolée - 1913 : Roméo n'aime pas le partage - 1913 : Roméo dans ses meubles - 1913 : Roméo chasse le papillon - 1913 : Roméo champion de tir à genou - 1913 : Roméo artiste peintre - 1913 : Roméo agent malgré lui | - 1913 : La Moustache de Roméo - 1913 : Affaire d'honneur - 1914 : Roméo vend son chien - 1914 : Roméo se paie le cinéma - 1914 : Ressemelage à vapeur - 1914 : L'Idiot qui se croit Max - 1914 : Les Expériences de Roméo |

### Guionista
| - 1911 : Fidèle jusqu'à la mort - 1911 : Le Cambriolé récalcitrant - 1912 : La Boniche de Roméo - 1913 : La Villa gondolée - 1913 : Un chien tenace - 1913 : Roméo n'aime pas le partage | - 1913 : Roméo dans ses meubles - 1913 : Roméo chasse le papillon - 1913 : Roméo champion de tir à genou - 1913 : Roméo artiste peintre - 1913 : Roméo agent malgré lui - 1913 : La Moustache de Roméo | - 1913 : Un drame passionnel - 1914 : Roméo vend son chien - 1914 : Il ne faut pas courir deux lièvres à la fois - 1914 : L'Idiot qui se croit Max - 1914 : Les Expériences de Roméo |

### Productor
| - 1912 : Onésime horloger - 1913 : Fantômas - À l'ombre de la guillotine | - 1913 : Juve contre Fantômas | - 1914 : Le Policier apache |